# Christian Cantwell
Christian Cantwell (Jefferson City, 30 de setembro de 1980) é um atleta norte-americano, especialista no arremesso do peso. É medalhista de prata em Pequim 2008.
Em 2004 obteve marca que tornou-o momentaneamente o 8ª melhor atleta da História do arremesso de peso: 22,54 m, obtidos em Gresham, EUA. Apenas 7 atletas haviam obtido marcas melhores até esta data.